# Tectaria nitens
Tectaria nitens är en ormbunkeart som beskrevs av Edwin Bingham Copeland. Tectaria nitens ingår i släktet Tectaria och familjen Tectariaceae. Inga underarter finns listade.